# Yūki Nagahata
Yūki Nagahata (japanisch 永畑 祐樹 Nagahata Yūki; * 2. Mai 1989 in Izumi) ist ein ehemaliger japanischer Fußballspieler.

## Karriere
Nagahata erlernte das Fußballspielen in der Schulmannschaft der Kamimura Gakuen High School. Seinen ersten Vertrag unterschrieb er 2008 bei Shimizu S-Pulse. Der Verein spielte in der höchsten Liga des Landes, der J1 League. 2011 wechselte er zum Zweitligisten Giravanz Kitakyushu. Für den Verein absolvierte er drei Ligaspiele. 2013 wechselte er zu Volca Kagoshima (heute: Kagoshima United FC). Am Ende der Saison 2013 stieg der Verein in die Japan Football League auf. Am Ende der Saison 2015 stieg der Verein in die J3 League auf. 2018 wurde er mit dem Verein Vizemeister der J3 League und stieg in die J2 League auf. Für den Verein absolvierte er 107 Ligaspiele. Ende 2019 beendete er seine Karriere als Fußballspieler.

## Erfolge
Shimizu S-Pulse
- J.League Cup

Finalist: 2008
- Kaiserpokal

Finalist: 2010